# サン・ホセ・デル・モンティ
サン・ホセ・デル・モンテはフィリピンの中部ルソン地方のブラカン州の都市。

南にカローカンとケソン(共にマニラ首都圏)、東にロドリゲス (リサール州)、西にサンタマリアとマリラオ(共にブルカン州)、北にノルザガライ(ブルカン州)と接する。2010年の人口は約45.5万人で、フィリピンで20番目に大きい都市だった。

## 歴史
サン・ホセ・デル・モンティの地名は聖ジョセフから来ている。
1896年、フィリピン独立革命が始まった。スペインへの反乱の中で、町はカティプナンとスペイン軍の戦闘の舞台になった。革命軍は敗北し、町は破壊された。住民は近くの町に避難した。
1898年、米西戦争でアメリカが勝利し、フィリピンの支配者はアメリカに変わった。
1899年、アメリカとの間に米比戦争が起き、フィリピン第一共和国が樹立した。
1902年、フィリピンはアメリカの植民地になった。公立学校が開校されたが、人口が少ない為に4年生までしか通えなかった。
1941年、第二次世界大戦で日本がフィリピンを征服した。町にはフィリピン人ゲリラが多く潜伏した。
1943年、フィリピン第二共和国が独立した。
1945年、アメリカがフィリピンを再征服した。
1946年、フィリピン第三共和国が独立した。
1948年、新政府とフクバラハップ(抗日人民軍)が内戦を開始した。
1950年10月10日、フクバラハップが町を空爆した。
1951年3月21日、フクバラハップが再び町を空爆した。
現在では州の工業地帯の1つになっている。